# Linum altaicum
Linum altaicum là một loài thực vật có hoa trong họ Linaceae. Loài này được Ledeb. ex Juz. mô tả khoa học đầu tiên năm 1949.